# Les Corvées-les-Yys
Les Corvées-les-Yys és un municipi francès, situat al departament de l'Eure i Loir i a la regió de Centre – Vall del Loira. L'any 2007 tenia 276 habitants.

## Demografia

### Població
El 2007 la població de fet de Les Corvées-les-Yys era de 276 persones. Hi havia 110 famílies, de les quals 24 eren unipersonals (8 homes vivint sols i 16 dones vivint soles), 49 parelles sense fills, 29 parelles amb fills i 8 famílies monoparentals amb fills.
La població ha evolucionat segons el següent gràfic:
Habitants censats

### Habitatges
El 2007 hi havia 170 habitatges, 115 eren l'habitatge principal de la família, 38 eren segones residències i 16 estaven desocupats. 162 eren cases i 2 eren apartaments. Dels 115 habitatges principals, 103 estaven ocupats pels seus propietaris, 10 estaven llogats i ocupats pels llogaters i 2 estaven cedits a títol gratuït; 6 tenien dues cambres, 20 en tenien tres, 39 en tenien quatre i 51 en tenien cinc o més. 105 habitatges disposaven pel capbaix d'una plaça de pàrquing. A 39 habitatges hi havia un automòbil i a 69 n'hi havia dos o més.

### Piràmide de població
La piràmide de població per edats i sexe el 2009 era:
| Homes | Edats   | Dones |
| ----- | ------- | ----- |
| 0     | 95 o +  | 0     |
| 0     | 90 a 94 | 0     |
| 0     | 85 a 89 | 0     |
| 0     | 80 a 84 | 4     |
| 4     | 75 a 79 | 0     |
| 8     | 70 a 74 | 12    |
| 20    | 65 a 69 | 8     |
| 16    | 60 a 64 | 0     |
| 0     | 55 a 59 | 8     |
| 0     | 50 a 54 | 4     |
| 0     | 45 a 49 | 0     |
| 12    | 40 a 44 | 4     |
| 24    | 35 a 39 | 20    |
| 4     | 30 a 34 | 8     |
| 4     | 25 a 29 | 4     |
| 4     | 20 a 24 | 4     |
| 0     | 15 a 19 | 12    |
| 16    | 10 a 14 | 8     |
| 4     | 5 a 9   | 12    |
| 0     | 0 a 4   | 8     |

## Economia
El 2007 la població en edat de treballar era de 158 persones, 135 eren actives i 23 eren inactives. De les 135 persones actives 129 estaven ocupades (69 homes i 60 dones) i 6 estaven aturades (2 homes i 4 dones). De les 23 persones inactives 8 estaven jubilades, 3 estaven estudiant i 12 estaven classificades com a «altres inactius».

### Ingressos
El 2009 a Les Corvées-les-Yys hi havia 120 unitats fiscals que integraven 296 persones, la mediana anual d'ingressos fiscals per persona era de 17.899,5 €.

### Activitats econòmiques
Dels 6 establiments que hi havia el 2007, 4 eren d'empreses de construcció i 2 d'empreses de comerç i reparació d'automòbils.
Dels 4 establiments de servei als particulars que hi havia el 2009, 2 eren guixaires pintors i 2 fusteries.
L'any 2000 a Les Corvées-les-Yys hi havia 12 explotacions agrícoles que ocupaven un total de 606 hectàrees.

## Equipaments sanitaris i escolars
El 2009 hi havia una escola elemental integrada dins d'un grup escolar amb les comunes properes formant una escola dispersa.

## Poblacions més properes
El següent diagrama mostra les poblacions més properes.